# William Bullitt
William Christian Bullitt Jr. (25 de janeiro de 1891 - 15 de fevereiro de 1967) foi um diplomata, jornalista e romancista norte-americano. Ficou conhecido pela sua missão especial de negociar com Lenin em nome da Conferência de Paz de Paris, frequentemente lembrada como uma oportunidade perdida de normalizar as relações dos Estados Unidos com os bolcheviques. Também foi o primeiro embaixador dos Estados Unidos na União Soviética e o embaixador dos Estados Unidos na França durante a Segunda Guerra Mundial. Em sua juventude, foi considerado um radical, mas depois tornou-se anticomunista.

## Biografia
Nascido em uma grande família de advogados de Filadélfia, formou-se em Yale em 1913 e começou a sua carreira como correspondente de guerra no Philadelphia Public Ledger durante a Primeira Guerra Mundial.
Em 1919 participou numa missão na Rússia bolchevique para estabelecer relações diplomáticas com os Estados Unidos. Nomeado pelo Presidente Woodrow Wilson, fez parte da delegação americana na Conferência de Paz. Renunciou, considerando as condições do Tratado de Versalhes como inaceitáveis para os vencidos e potencialmente como sementes de futuros conflitos.
Em 1933, foi nomeado pelo presidente Roosevelt como o primeiro embaixador norte-americano na União das Repúblicas Socialistas Soviéticas. Permaneceu no cargo até outubro de 1936, quando foi nomeado embaixador em Paris.
Em 12 de junho de 1940, recusou deixar a capital e foi temporariamente nomeado prefeito de Paris por Paul Reynaud. Paris é declarada uma cidade aberta e ele negocia, acompanhado por Robert Murphy com o general Georg von Küchler, que ameaça bombardear a cidade. Isto será reprovado por Roosevelt e Bullitt responderá em 11 de junho de 1940 ao Departamento de Estado: "A tradição quer que o embaixador americano não saia de Paris. Lembre-se do governador Morris e sua perna de pau aterrorizada, Washburne sob a Comuna, Herrick (durante a Primeira Guerra Mundial) ”.
Em junho, depois de ocupar o Castelo de Candé com a ajuda de seu proprietário Charles Bedaux, os funcionários da embaixada mudaram-se para Vichy. Após a votação de plenos poderes ao marechal Pétain em 11 de julho de 1940, Bullitt voltou aos Estados Unidos via Espanha. Murphy estava encarregado de Assuntos com o governo de Vichy até a nomeação como embaixador do Almirante Leahyl em 20 de dezembro de 1940.
Bullitt ajuda Roosevelt durante a campanha presidencial para o seu terceiro mandato. Foi demitido e Jeffrey Mehlman, do Departamento de Literatura Francesa da Universidade de Boston, apresenta o seguinte motivo: "Em Washington, a principal preocupação de Bullitt parece ter sido fugir da eminência cinzenta de Roosevelt, subsecretário de Estado, Sumner Welles, a quem ele acusou de ter feito propostas homossexuais para porteiros "negros" num comboio. Roosevelt recusou ouvi-lo e irritou-se ao ouvir Welles ser chamado de "criminoso".
Foi candidato democrata a "mayor" de Filadélfia em 1944.
Tendo sido recusado um cargo de oficial no exército americano, em junho de 1944, pediu ao general De Gaulle para servir nas Forças Francesas Livres. Com o posto de comandante do 1º exército francês, participou do desembarque da Provença. Juntou-se a Paris quando a cidade foi libertada. Ficou gravemente ferido na coluna durante a Batalha da Alsácia. Foi condecorado em 20 de maio de 1945 em Estugarda pelo general de Gaulle em pessoa, ao mesmo tempo que os generais de Lattre e Monsabert da Legião de Honra e a "Croix de Guerre 1939-1945".
Foi psicanalisado por Sigmund Freud em 1920: os dois homens permaneceram amigos e co-escreveram um livro: "Thomas Woodrow Wilson: A Psychological Study".
Foi casado duas vezes; primeiro com Aimee Ernesta Drinker em 1916, de quem se divorciou em 1923, depois em 1924 com Louise Bryant, viúva de John Silas Reed, com quem teve uma filha que se casaria com Daniel Brewster, senador de Maryland. Divorciou-se de Louise em 1930 depois de descobrir o seu adultério com a escultora inglesa Gwen Le Gallienne.
Morreu de leucemia em 15 de fevereiro de 1967 no Hospital Americano de Paris em Neuilly-sur-Seine. Seria criticado por estar próximo dos socialistas - ele era notavelmente amigo de Leon Blum e por ter tido ideias comunistas.